# Bogáncs (regény)
Bogáncs Fekete István  ifjúsági regénye. Ajánlott olvasmány az általános iskola 5.osztályában. Több nyelvre lefordították.

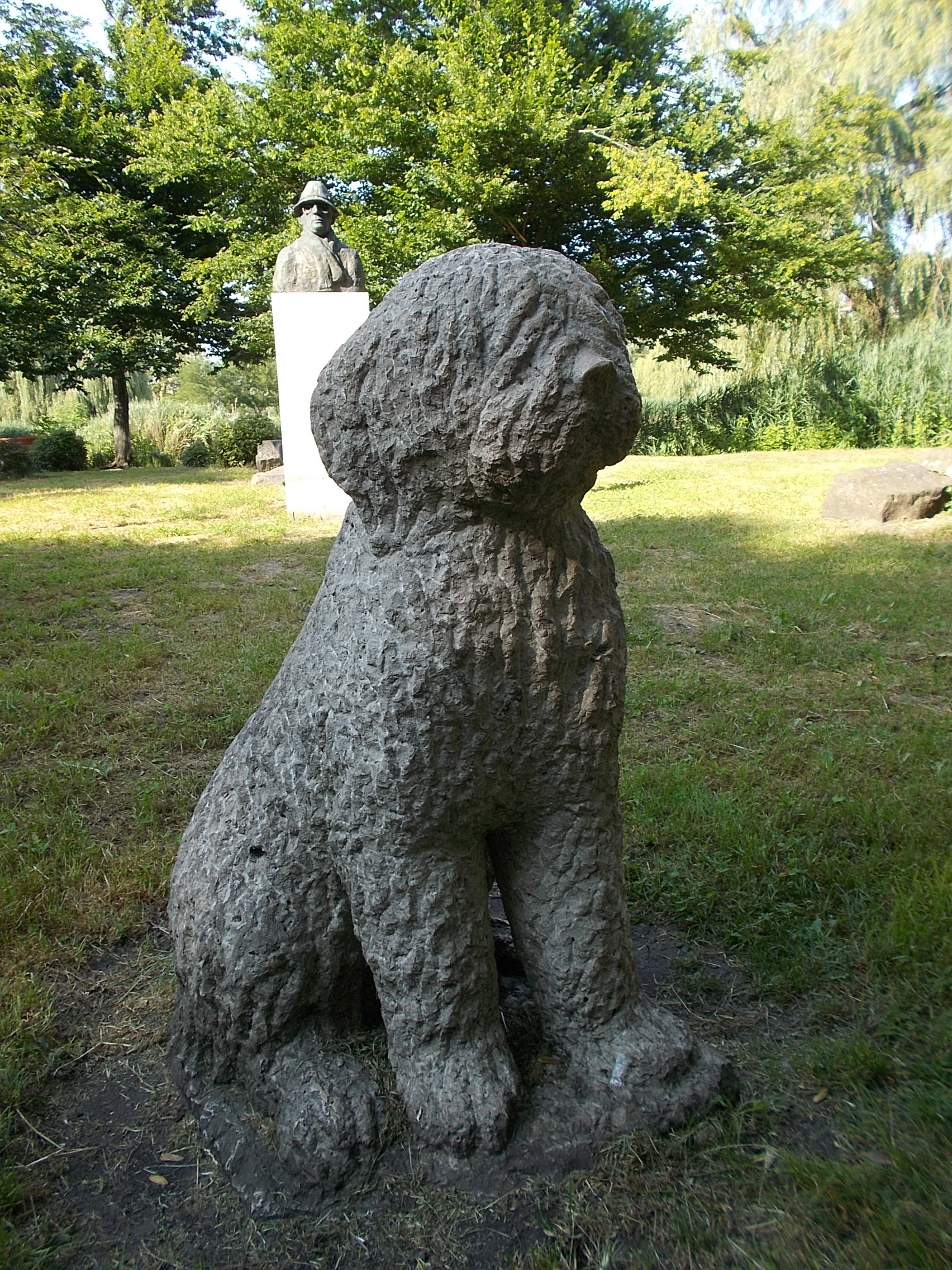
Bogáncs, a pumi szobra

1957-ben adta ki az Ifjusági könyvkiadó

## Keletkezése
Már a II. világháború elején, 1940-ben állatokat szerepeltető novellákat jelentetett meg,  Csi – Történetek állatokról és emberekről címmel. A kommunista diktatúra alatt Fekete István politikai okokból tiltó listán volt, művei nem jelenhettek meg sem könyvként, sem folyóiratokban, egyedül vallási reciklikákban publikálhatott. A természet-szeretete irányt mutatott, és ebben az időtlen témában merült el. Az 1955-ben megjelent Halászat tankönyve megnyitotta az utat hogy legalább ifjúsági regényeket adhasson ki. A Kele (gólya) és Lutra (vidra) mellett egy pumi kalandjait bemutató kutyaregény írása már az ötvenes évek legelejétől érlelődik, a Bogáncs több mozzanatát novellaként közli. A regény kéziratát 1956 tavaszán fejezi be. Bogáncsot természetes kutya viselkedésnek megfelelően ábrázolja. Így válik felfedezhető élménnyé az ember és állat közötti meglévő mély összetartás, a különbözőségeik ellenére. Állatregényeiben magatartáseszményt mutat föl az állatok képében, amely alkalmazkodik a néha nehéz körülményekhez, lehetőségei szerint mégis őrzi belső függetlenségét, szabadságát.

## Feldolgozásai
- Bogáncs (film), 1958
- Mádi Szabó Gábor felolvasása a Magyar Rádió közvetítésében
- Bogáncs – Rádiószínház, Kaneta produkció, rendező: Varsányi Péter – 2019-08-19[2]
- Bogáncs, a pumi szobra (Samu Katalin), Ajka Városligeti-sziget
- Ifj. Fekete István: Bogáncs Amerikában – regény [3]